# Konszern
A konszern a vállalatcsoport egyik formája: olyan vállalatcsoportot jelent, "ahol az anyavállalat a leányvállalatok felett szakmai irányítást is ellát, és bár a vállalatcsoport diverzifikált (idegen profilú vállalatokat is tartalmaz), a leányvállalatok alapvetően azonos szakmai jelleget mutatnak." Fogalmilag különbözik a holdingtól, amely a fenti jellemzőkön túlmenően "különnemű, egymással semmiféle kapcsolatban nem álló vállalatok pénzügyi ellenőrzés útján való egyesítése".

## Jellemzői
A konszernek "a rokon területeken működő társaságokat egyesítik abból a célból, hogy kikapcsolják a konkurenciát, megszerezzék a piacot, és termelési berendezéseiket nagyobb mértékben használhassák ki". A vállalatok részvénytársasági formája megkönnyíti a pénzügyi összekapcsolást a részesedési rendszer alapján.

## Története
A modern konszernek az első világháború után fejlődtek ki, a legnagyobb szerepet Japánban játszották, de jelentős szerepük volt Németországban, Angliában és Franciaországban is. A konszern ma a monopóliumok legjellemzőbb formája. A konszern új formája – főleg az Amerikai Egyesült Államokban – a konglomerátum. Ugyanakkor már a kora újkortól megtalálhatók az őseik. Például a sváb Fugger család bányászati konszernje. Amely elsősorban a rézkitermelést és piacot igyekezett monopolizálni.

## Példák Magyarországon
- MOL
- MÁV

## A konszernjog
A konszernjog a vállalatcsoportok tagjai között polgári jogi, pénzügyi jogi stb. szabályokat tartalmazó jogterület.